# Акоп Григоренц
Акоп Григоренц (арм. Հակոբ Գրիգորենց, англ. James Grigorenz) — армянский поэт и книжник XVII века, автор поэмы «Хвала Британии».

## Биография
Биографические сведения скудны. Был священником. Отца звали Григор. Прибыл в Лондон в 1674 году, по собственному признанию — с целью путешествовать и увидеть мир. 12 декабря 1674 года приехал в Оксфорд, где познакомился с неким доктором Маршаллом. Из-за погодных условий не имея возможности передвигаться ни морем, ни сушей, остаётся в Оксфорде на всю зиму. Сохранились написанный им в Оксфорде 8 января 1675 года Миссал, и другие рукописи, которые он переписывал по просьбе Маршалла. Будучи в Оксфорде носил восточную одежду, что наводило страх на английских мальчиков, считающих его некромантом. Тогда же (в начале 1675 года) по просьбе Маршалла пишет поэму «Хвала Британии» (арм. Գովք Պրիթանիոյ). Возможно с этой поэмой был уже хорошо знаком лорд Байрон. В 1684 году Акоп был уже в Польше, в Лемберге, где также переписал несколько религиозных книг. О последних годах жизни ничего не известно.

## «Хвала Британии»
В поэме автор с большим восхищением описывает государственную структуру Англии, быт и обычаи англичан. Перечисляются все слои английского общества. Поэма делится на следующие части, каждая из которых содержит от двух до девяти четверостиший:
- Пролог
- Об острове Британия (арм. Կղզիս այսմիկ Պրիթանիա)
- О короле Карле II (арм. Վասն երկրորդ Քարօլուս թագաւորի)
- О лордах парламента (арм. Վասն բարլամէնթի իշխանաց)
- О судьях (арм. Վասն դատաւորաց)
- Слово благодарности вице-канцлеру (арм. Վասն վիջիքանջիլերին շնորհակալութեան)
- О епископах (арм. Վասն եպիսկոպոսաց)
- Об учёных (арм. Վասն վարդապետաց)
- О благодетельном учёном Маршалле (арм. Վասն բարերարին` վարդապետ մարշալի)
- О священниках (арм. Վասն քահանայից)
- О дворянах (арм. Վասն իշխանաց)
- Об учителях (арм. Վասն ուսուցիչ վարպետաց)
- Об учениках (арм. Վասն առհասարակ աշակերտաց)
- О церковном обряде (арм. Վասն եկեղեցւոյ արարողութեան)
- О войске (арм. Վասն զօրականաց ամենեցուն)
- О купцах (арм. Վասն վաճառականաց)
- О ремесленниках (арм. Վասն արհեստաւոր աշխատասիրաց)
- О простолюдинах (арм. Վասն հասարակ մարդկանց)
- О женщинах и девушках (арм. Վասն կանանց եւ կուսանաց)
- О маленьких детях (арм. Վասն փոքր մանկանց)
- О слугах (арм. Վասն առհասարակ սպասաւորաց)
- Эпилог

Сохранилась в нескольких рукописях. Оригинальная рукопись хранится в Бодлианской библиотеке. Опубликована вместе с английским переводом (англ. Englands Eulogy) в 1875 году в Венеции (остров Святого Лазаря), усилиями Мхитаристов.